# Francisco Blanco García
Francisco Blanco García (født 1864, død 30. november 1903 i Jauja i Peru) var en spansk litteraturhistoriker. 
I sit 17. år blev han augustinermunk og siden lærer ved en højere undervisningsanstalt El Real Colegio i Escorial. Blanco García har indlagt sig 
fortjeneste ved et større litteraturhistorisk arbejde La literatura española en el siglo XIX (2 bind, 1891; et 3. bind, indeholdende de provinsielle litteraturbevægelsers og den spansk-amerikanske litteraturs historie, udkom 1894; en ny udgave afsluttedes 1912). Det er det udførligste værk, man har om denne periode; der er samlet meget stof deri med betydelig flid, men det må benyttes med nogen forsigtighed, hvad det faktiske angår, og endnu mere gælder dette om forfatterens æstetiske domme, som til tider er i høj grad prægede af ensidighed. 